# Шамплеси
Шамплеси (фр. Champlecy) насеље је и општина у источном делу централне Француске у региону Бургоња, у департману Саона и Лоара која припада префектури Шарол.
По подацима из 2011. године у општини је живело 230 становника, а густина насељености је износила 10,08 становника/km². Општина се простире на површини од 22,82 km². Налази се на средњој надморској висини од 327 метара (максималној 363 m, а минималној 249 m).

## Демографија
| 1962. | 1968. | 1975. | 1982. | 1990. | 1999. | 2011. |
| ----- | ----- | ----- | ----- | ----- | ----- | ----- |
| 230   | 248   | 229   | 226   | 219   | 235   | 230   |

График промене броја становника у току последњих година